# Cañas (Costa Rica)
Cañas es el distrito primero y ciudad cabecera del cantón de Cañas, en la provincia de Guanacaste, de Costa Rica.

## Ubicación
Se encuentra a 48 km al sur de Liberia.

## Geografía
Cañas cuenta con un área de 193,09 km² y una altitud media de 86 m s. n. m.

## Demografía
Para el año 2022, Cañas cuenta con una población estimada de 23 624 habitantes, y para el último censo efectuado, en 2011, Cañas contaba con una población de 20 816 habitantes.

## Localidades
- Barrios: Albania, Ángeles, Bello Horizonte, Cantarrana, Castillo, Cueva, Chorotega, Las Cañas, Malinches, Miravalles, Palmas, San Cristóbal, San Martín, San Pedro, Santa Isabel Abajo, Santa Isabel Arriba, Tenorio, Tres Marías, Unión.
- Poblados: Cedros, Cepo, Concepción, Corobicí, Correntadas, Cuesta el Diablo, Cuesta el Mico, Hotel, Jabilla Abajo, Jabilla Arriba, Libertad, Montes de Oro, Paso Lajas, Pedregal, Pochota, Pueblo Nuevo, Sandial (Sandillal), San Isidro (parte), Santa Lucía (parte), Vergel.

## Transporte

### Carreteras
Al distrito lo atraviesan las siguientes rutas nacionales de carretera:
- Ruta nacional 1
- Ruta nacional 6
- Ruta nacional 142
- Ruta nacional 923
- Ruta nacional 925